# Tennkogel (Schwarzach)
Tennkogel är ett berg i Österrike.   Det ligger söder om Schwarzach im Pongau i distriktet Sankt Johann im Pongau och förbundslandet Salzburg, i den centrala delen av landet, 260 km väster om huvudstaden Wien. Toppen på Tennkogel är 1 975 meter över havet.
Terrängen runt Tennkogel är bergig söderut, men norrut är den kuperad. Närmaste större samhälle är Sankt Johann im Pongau, 7,5 km norr om Tennkogel. 
I omgivningarna runt Tennkogel växer i huvudsak blandskog. Runt Tennkogel är det ganska glesbefolkat, med 45 invånare per kvadratkilometer.